# Голяма мечка (съзвездие)
Голямата мечка или Колата е съзвездие, което се наблюдава в северното полукълбо на Земята.
Подреждането на най-ярките звезди от това съзвездие образуват характерна фигура, оприличавана на черпак или волска кола, откъдето и идва традиционното му българско име Колата, а по-популярното днес Голяма мечка е превод от латинското му название Ursa Major. Съзвездието може да се види най-високо в небето през пролетта и най-ниско през есента, когато според индианските легенди мечката търси място да легне за своя зимен сън. Съзвездието се движи около Полярната звезда и по всяко време на годината и денонощието е над хоризонта.

## Митология
За българите Голямата мечка представлява волска кола, на която се виждат колелата, воловете и вълк, който напада воловете.
За древните гърци Голямата мечка представлява нимфата Калисто от свитата на богиня Артемида. Според мита Зевс се влюбил в Калисто и тя родила неговото дете, наречено Аркас. Тогава ядосаната жена на Зевс - Хера, я превръща в мечка. Един ден Аркас обикалял горите и случайно срещнал мечката, която го поздравила като се изправила на задните си крака. Той си помислил, че ще го нападне и се приготвил да я убие. Тогава Зевс, който видял всичко, ги хванал и ги хвърлил на небето, където те все още обикалят близо един до друг като съзвездията Голяма мечка и Воловар.
По-късно англичаните смятат, че Голямата мечка е колесницата на крал Артур. Обиколката на съзвездието около полюса представлява Кръглата маса. Според легендата крал Артур спи със своите рицари в една пещера и един ден ще се завърне, за да спаси страната си в труден момент.
В древен Китай седемте основни звезди от Голямата мечка се свързват с небесния дворец на бога на дълголетието или рая на безсмъртните. Звездата Сириус, или Небесния Вълк, охранява двореца. Днес Сириус остава извън съзвездието.

## Виж също
- Малка мечка
- Полярна звезда